# Clostera albosigma
Clostera albosigma (tên tiếng Anh: Sigmoid Prominent) là một loài bướm đêm thuộc họ Notodontidae. Loài này có ở Newfoundland phía tây đến đảo Vancouver, phía bắc đến the Great Slave Lake và Northwest Territories và phía nam đến ít nhất Missouri.
Sải cánh dài 28–38 mm. Con trưởng thành bay từ tháng 5 đến tháng 8 tùy theo địa điểm.
Ấu trùng ăn dương và liễu.